# Relaciones China-Ecuador

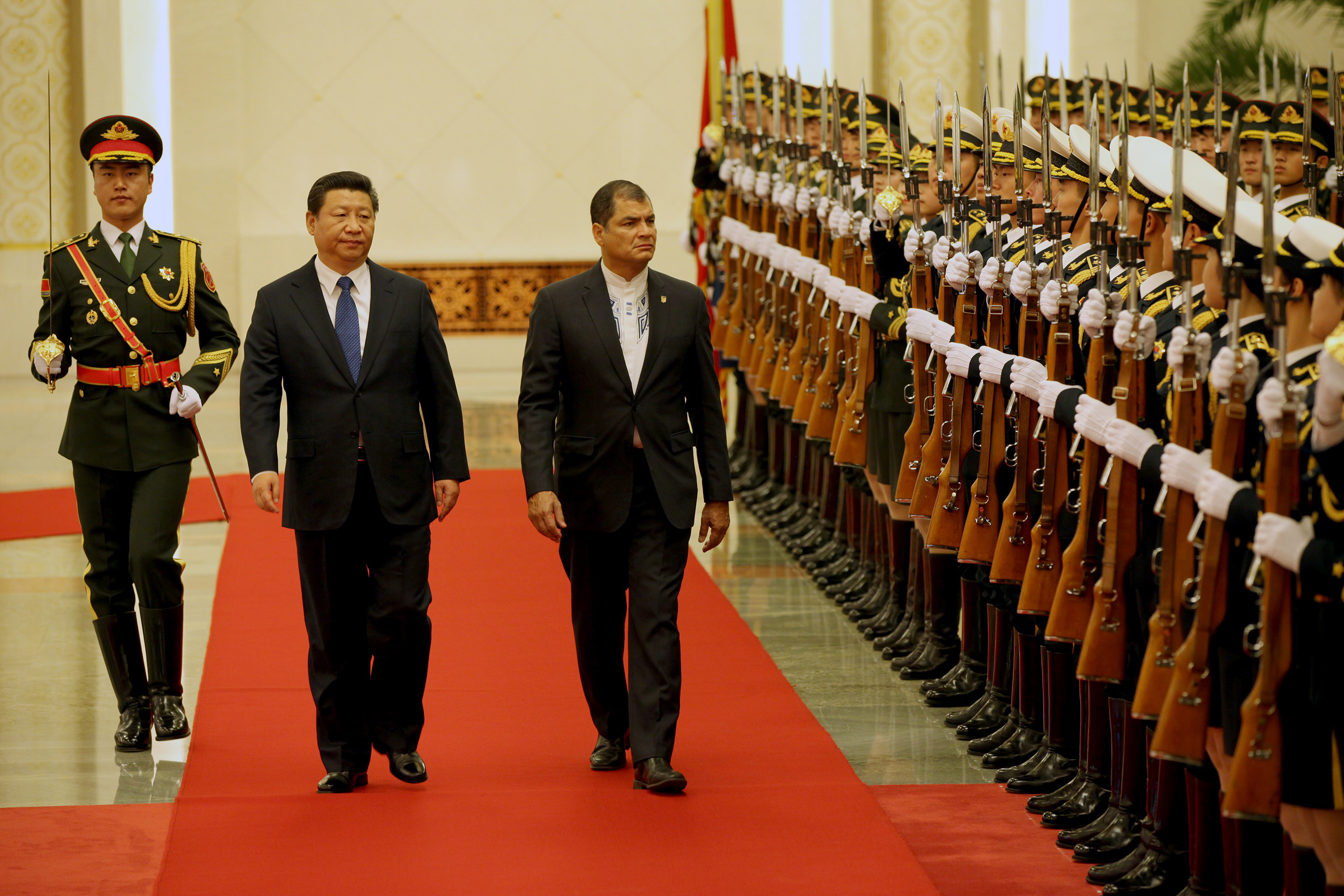
El presidente de Ecuador, Rafael Correa, y el presidente de China, Xi Jinping, en Pekín en enero de 2015.

Las Relaciones China-Ecuador se refieren a las relaciones entre la República Popular de China y la República del Ecuador. Aunque la influencia económica de China está creciendo rápidamente a través de América Latina, es quizás más evidente en Ecuador donde goza de un casi monopolio de las exportaciones de crudo. Los críticos del presidente Rafael Correa afirman que la influencia china ha ido demasiado lejos y amenaza la soberanía nacional, mientras que los derechos de los pueblos indígenas y la biodiversidad podrían ser gravemente dañados debido a los compromisos petroleros de Ecuador con China.

## Acuerdos de préstamo
La lista de países de China por el consumo de petróleo y el consumo de petróleo se duplicó entre 2000 y 2010 y es probable que supere a los Estados Unidos en 2019. China ha estado buscando fuera de sus fronteras nacionales para encontrar una Solución para sus crecientes necesidades energéticas; Actualmente más de la mitad de su consumo de petróleo proviene de las importaciones. China ya controla los crecientes volúmenes de petróleo de Venezuela, donde ha negociado al menos 43.000 millones de dólares en préstamos; De Rusia, donde la cantidad puede exceder los $ 55 mil millones; Y Brasil, con al menos $ 10 mil millones. En Angola, los acuerdos totalizan alrededor de 13.000 millones de dólares.
Poco después de asumir el cargo en 2007, el presidente Rafael Correa declaró una gran parte de la deuda externa de Ecuador de $ 3,2 mil millones "ilegítima" y "odiosa", y el país incumplió el año siguiente. Con el Ecuador considerado un paria en los mercados de crédito y luchando mantener su solvente de la economía PetroChina, la compañía china de petróleo y gas y el brazo listado de la estatal China National Petroleum Corporation, (CNPC), ofreció una línea de vida en julio de 2009, prestando $ 1 mil millones a la administración de Correa. El acuerdo de "prefinanciación" debía ser reembolsado a lo largo de 2 años y con una tasa de interés de 7.25 por ciento. Parte del contrato de préstamo estipulaba que Petroecuador, la petrolera estatal de Ecuador, vendía petróleo amazónico a PetroChina.
Ecuador comprometió 96.000 barriles por día a firmas chinas.
Desde 2008 el Ecuador ha tomado prestado más de 11.000 millones de dólares de China, muchos utilizados para proyectos de infraestructura, petróleo, minería y energía. En 2010, el Banco Exim de Exportación de China aportó un préstamo de 1.700 millones de dólares al gobierno ecuatoriano para la presa hidroeléctrica de Coca-Codo Sinclair y 570 millones de dólares para la presa hidroeléctrica de Sopladora, Banco de Desarrollo de China prestó PetroEcuador mil millones de dólares. En 2011, PetroChina pagó un pago inicial de $ 1 mil millones en petróleo a Petroecuador (PetroEcuador). El Banco de Desarrollo de China (Banco de Desarrollo de China) otorgó un préstamo adicional de $ 2 mil millones al gobierno ecuatoriano, el 70% de los cuales fue designado por el gobierno ecuatoriano y el 30% por petróleo. Muchos de los préstamos que han seguido han estado en el rango de $ 1-2 mil millones, con tasas de interés de entre 6% y 8%, y el pago de la demanda en barriles de Petróleo.

## Soberanía comprometida
En 2013, el dinero chino ayudó a cubrir hasta el 61% de las necesidades de financiamiento del gobierno. A cambio, China ha reclamado casi el 90% de los envíos de petróleo del país durante los próximos años, la mayoría de los cuales luego se negocia en todo el mundo y especialmente en los Estados Unidos. Una nueva Línea de crédito está en negociación desde mediados de 2014, lo que sería además de $ 9 mil millones en financiamiento que el Ecuador busca de China para la construcción de una refinería que Procesará 200.000 barriles de crudo al día, así como un préstamo de 2 mil millones de dólares firmado con la petrolera estatal Sinopec. Incluyendo la línea de crédito, estos préstamos de China equivalen a aproximadamente el 13,6% del producto interno bruto (PIB) del Ecuador a partir de 2013. El consiguiente riesgo es que Ecuador pierde su soberanía y cuando se ve obligado a perforar petróleo en sus reservas naturales y étnicas para pagar sus deudas a China, los derechos de los pueblos indígenas son violados y algunos de las más biodiversas áreas en el mundo son dañadas. Los críticos de la actual administración dicen que Ecuador se asemejará a una subsidiaria de China, al igual que muchos países con desafíos de solvencia pero ricos en recursos en el África subsahariana.
Rafael Correa se ha quejado públicamente de las demandas de garantías de China de los préstamos, llamándolo "intentos contra la soberanía del Ecuador". Sin embargo, durante estas denuncias públicas, la administración de Correa firmaba secretamente una carta que permitía a PetroChina apoderarse de activos de cualquier compañía petrolera que operara en Ecuador en el caso de que Ecuador no devolviera sus préstamos a China en su totalidad.
Aún más preocupante es el "Acuerdo de Cuatro Partes" de agosto de 2010, firmado por Petroecuador PetroEcuador, el Ministerio de Hacienda de Ecuador, PetroChina y el Banco Chino de Desarrollo. El artículo 15 de ese contrato tiene lo que Analytica Investments denomina "renuncia a la inmunidad de soberanía", que permite a China apoderarse de muchos de los activos de Ecuador si el país no reembolsa los préstamos y obliga al Ecuador a "[irrevocable e incondicionalmente] Renunciar] a cualquier derecho ... a hacer valer cualquier inmunidad o en cualquier procedimiento ... contra ella o sus bienes". La cláusula excluye los equipos militares del Ecuador, las embajadas, los consulados, los recursos naturales que aún no han sido extraídos, sus archivos y su patrimonio cultural y cualquier propiedad que China no pueda aprovechar de acuerdo con la legislación ecuatoriana. Sin embargo, no está claro qué bienes, si los hubiera, podrían excluir los ecuatorianos. El Acuerdo de Gestión de Cuentas que Petroecuador PetroEcuador y el Banco de Desarrollo de China firmaron el mismo día tiene una cláusula idéntica.

## Petróleo del Amazonas
China también ha intentado asegurar sus préstamos presionando para una expansión masiva de la frontera petrolera de Ecuador, especialmente en el Amazonas central-sur y parque nacional de Yasuni, parque nacional de Yasuní, Antes y después de la Yasuní-ITT Initiative fracasó. La Iniciativa Yasuní-ITT fue la propuesta del gobierno de Ecuador de abstenerse indefinidamente de explotar las reservas de petróleo del yacimiento Ishpingo-Tambococha-Tiputini (ITT) en el Parque Nacional Yasuní de Yasuní Parque Nacional]], a cambio de la mitad del valor de las reservas, o $ 3,6 mil millones a lo largo de 13 años de la comunidad internacional. El objetivo de la iniciativa era conservar la biodiversidad, proteger a los pueblos indígenas que vivían en aislamiento voluntario y evitar la liberación de dióxido de carbono. The Yasuni-ITT Trust Fund was officially launched on 3 de agosto de 2010, but in July 2013 it was concluded that economic results were insufficient. President Correa disbanded the plan on 15 de agosto de 2013.
Las compañías chinas Sipec y Andes Petroleum, que se fusionaron con el conglomerado chino PetroOriental, ya estaban operando en el norte de la Amazonía ecuatoriana y el Parque Nacional Yasuní. Poco después de la falla de la Iniciativa Yasuní-ITT, los Andes presentaron ofertas en los bloques 79 y 83 dentro del Parque Nacional Yasuní. Parque Nacional Yasuní. Estos bloques son el hogar del pueblo de Sápara (Sápara), de quien se estima que quedan 200 en Ecuador y que UNESCO reconoció como un patrimonio cultural. El Bloque 79 es también el hogar del pueblo Quechua y el Bloque 83 al pueblo Quechua y Shiwiar Shiwiar, además del Sápara.
Además, el Parque Nacional Yasuni, el Parque Nacional Yasuní, incluyendo los bloques ITT, es excepcionalmente excepcional por su excepcional riqueza biológica a través de grupos taxonómicos (anfibios, aves, mamíferos, plantas, insectos y pescado). De estos, un número considerable está globalmente amenazado, es decir, enumerado por la Unión Internacional para la Conservación de la Naturaleza (IUCN) como en peligro crítico, en peligro de extinción, o Vulnerable. Estos incluyen 13 especies documentadas de vertebrados y un estimado de 56 especies de plantas; Otras 15 especies de vertebrados están casi amenazadas. El desarrollo adicional del petróleo en Yasuní pone en peligro estas especies que ya están amenazadas a escala mundial, así como la notable riqueza de especies del parque y sus valores de conservación. Se han realizado varios estudios científicos que demuestran que cualquier nueva actividad petrolera y construcción de carreteras en Yasuní debe ser detenida inmediatamente.
Sin embargo, según informes de los medios de comunicación en Estados Unidos y Reino Unido, en 2009, mucho antes de que fracasara la Iniciativa Yasuní-ITT, el ministerio de política económica de Ecuador ofreció una presentación privada al personal del Presidente Correa en la cual el ministerio prometió " Esfuerzo para apoyar a PetroChina y Andes Petroleum en la exploración de la ITT ", sin tener en cuenta las consecuencias para los pueblos indígenas que habitan esta parte del parque y los impactos sobre la biodiversidad. Estas afirmaciones son rechazadas por el Ecuador, que afirma que los documentos sobre los que se basaron, proporcionados por un político de la oposición en Ecuador, fueron tratados. Diez días después de la decisión del Ecuador de abandonar la Iniciativa Yasuní-ITT, el gobierno anunció que había recibido otro préstamo de 1,2 mil millones de dólares de China.